# Eustomias variabilis
Eustomias variabilis és una espècie de peix de la família dels estòmids i de l'ordre dels estomiformes.

## Morfologia
- Els mascles poden assolir 14,5 cm de longitud total.[3][4]

## Hàbitat
És un peix marí i d'aigües tropicals.

## Distribució geogràfica
Es troba a l'Atlàntic occidental: l'Estret de Florida, el nord del Golf de Mèxic, les Bahames, el Carib i davant les costes septentrionals de Sud-amèrica.